# Río Kansas
El río Kansas (del inglés: Kansas River) es un río del centro de Estados Unidos que fluye en dirección este por el estado de Kansas hasta desaguar en el río Misuri —del que es su segundo mayor afluente, tras el río Platte— en Kansas City (Kansas). Tiene una longitud de 274 km pero con una de sus fuentes, el río Smoky Hill,  alcanza los 1175 km, que lo sitúan como uno de los 25 ríos más largos de los Estados Unidos.

## Geografía

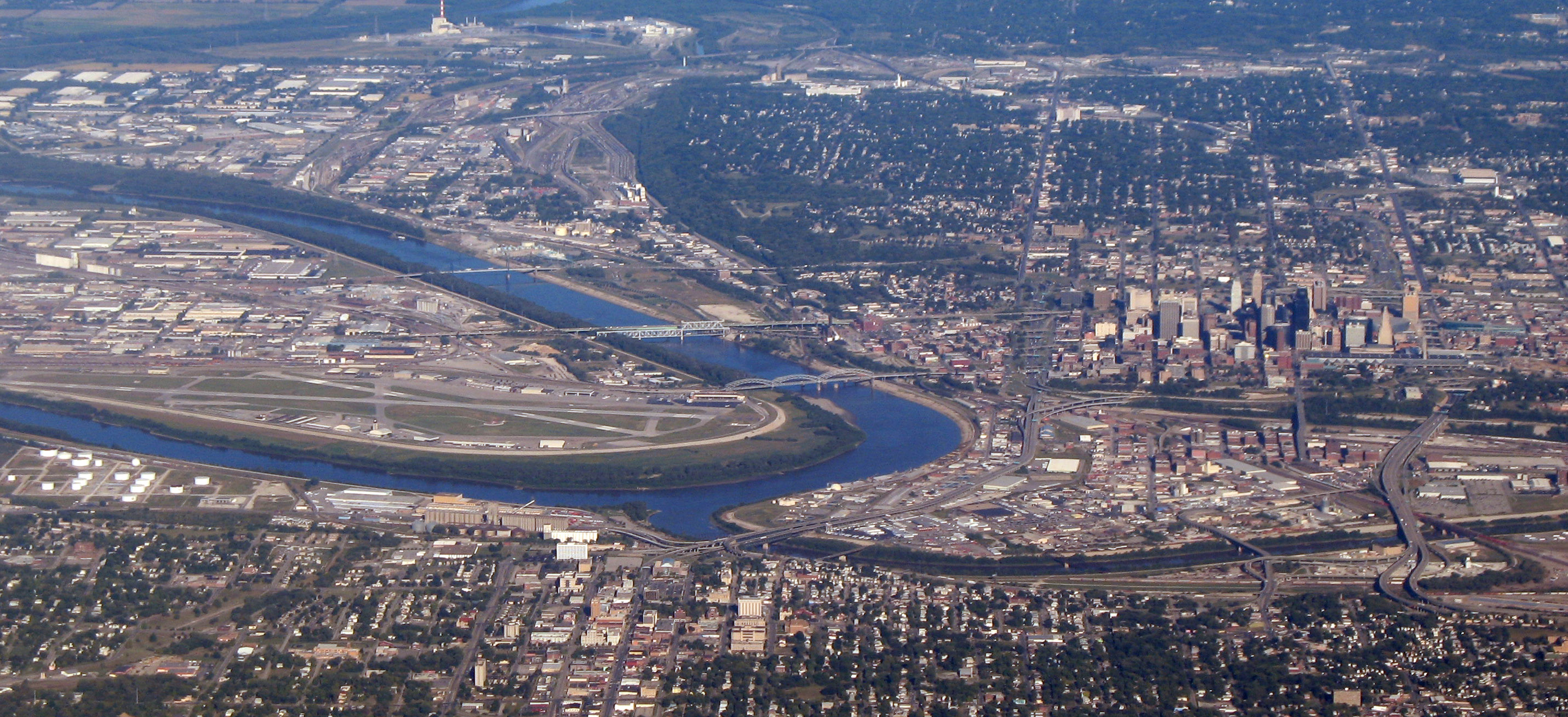
El río Kansas en su confluencia con el río Misuri

El río Kansas nace en la confluencia del río Republican y del río Smoky Hill, en la parte centrooriental del estado de Kansas. Desemboca por la derecha en el río Misuri muy cerca de Kansas City, muy cerca de la frontera este.

### Afluentes
Los principales afluentes (y fuentes) del río Kansas son:
- Río Smoky Hill, una de sus fuentes, con una longitud de 901 km y una cuenca de 51.783 km². Discurre por Colorado y Kansas.
- Río Republican, la otra fuente, con una longitud de 716 km. Discurre por Nebraska y Kansas.
- Río Wakarusa, afluente por la izquierda, con una longitud de 130 km. Discurre por Kansas.
- Río Big Blue, afluente por la izquierda, con una longitud de 402 km. Discurre por Nebraska y Kansas.
- Río Delaware, afluente por la izquierda, con una longitud de 151 km. Discurre por Kansas.

### Localidades que atraviesa
Principales ciudades que atraviesa en su recorrido:
| - Belvue - Bonner Springs - De Soto - Edwardsville | - Fort Riley - Kansas City - Lawrence - Lecompton | - Manhattan - Ogden - St. George - Shawnee | - Tecumseh - Topeka - Wamego - Willard |

## Historia
Las gentes que moraron una vez en sus orillas lo denominaban Kaw, nombre con el que es también conocido en la actualidad.